# Dave Smith (football, 1943)
Pour les articles homonymes, voir Dave Smith et Smith.
David Bruce Smith, couramment appelé Dave Smith, est un footballeur international puis entraîneur écossais, né le 14 novembre 1943, à Aberdeen. Évoluant au poste de milieu de terrain, il est particulièrement connu pour ses saisons à Aberdeen et aux Rangers. Il fait partie du Rangers FC Hall of Fame.
Il compte 2 sélections en équipe d'Écosse.

## Biographie

### Carrière en club
Natif d'Aberdeen, il joue d'abord pour le club de la ville, l'Aberdeen FC, y restant 5 saisons et jouant 133 matches de championnat pour 8 buts inscrits. Il s'engage en août 1966 pour les Rangers dans un transfert d'un montant de 50 000 £. 
Il y restera 8 saisons, y jouant 303 matches officiels (dont 195 matches de championnat pour 8 buts inscrits), y remportant la Coupe d'Europe des vainqueurs de Coupes en 1972 ainsi que la Coupe d'Écosse en 1973 et la Coupe de la Ligue écossaise en 1971. Il fut élu footballeur de l'année en Écosse en 1972.
Il quitta les Rangers en 1974 pour un poste cumulé de joueur et d'entraîneur-adjoint à Arbroath pour une saison, avant de s'essayer, pendant un peu plus d'un an, à des aventures à l'étranger, en Afrique du Sud et dans la Ligue nord-américaine.
Il devient ensuite joueur-entraîneur des Berwick Rangers. Il y retrouve, à un poste d'entraîneur-adjoint, son ancien coéquipier des Rangers, Willie Mathieson. Avec ce club, il obtient la promotion en D2 après avoir remporté le championnat de D3 en 1978-79 (ce qui constitue le premier trophée remporté par le club). Il dirigea ensuite plusieurs clubs non league.
Son frère, Doug, fut aussi footballeur professionnel, passant toute sa carrière à Dundee United.

### Carrière internationale
Dave Smith reçoit 2 sélections en faveur de l'équipe d'Écosse, pour deux matches amicaux contre le même adversaire, les Pays-Bas, le premier le 11 mai 1966, pour une défaite 0-3, à l'Hampden Park de Glasgow et la deuxième le 30 mai 1968, pour un match nul 0-0, au Stade olympique d'Amsterdam. Il n'inscrit aucun but lors de ses 2 sélections.

## Palmarès

### Comme joueur
- Rangers :
  - Vainqueur de la Coupe d'Europe des vainqueurs de coupe en 1972
  - Vainqueur de la Coupe d'Écosse en 1973
  - Vainqueur de la Coupe de la Ligue écossaise en 1971

### Comme joueur-entraîneur
- Berwick Rangers :
  - Vainqueur de la D3 écossaise en 1978-79

## Source de la traduction
- (en) Cet article est partiellement ou en totalité issu de l’article de Wikipédia en anglais intitulé « Dave Smith (footballer, born 1943) » (voir la liste des auteurs).